# 兵衛府
兵衛府（ひょうえふ）とは、律令制における官司。左兵衛府と右兵衛府の二つが存在する。和訓は「つはもののとねりのつかさ」。唐名は武衛（ぶえい）、威衛（いえい）、鷹揚（おうよう）。
四等官の官名は衛門府と同じく、督（＝長官）、佐、尉、志。したがって長官は兵衛督 （左兵衛督・右兵衛督）。また、左右近衛府、左右衛門府とあわせて「六衛府」と呼ばれる。

## 変遷
古代では、舎人の制度があり、地方豪族（国造・郡司）の子弟が選抜され京へ上り、天皇やその家族の近侍・護衛を務めた。
兵衛とは、この制度を強化・拡充する形で天武天皇時代に成立したと言われている。大宝律令成立後に左右に分立した。養老律令において内部官職名の変更が行われた。藤原仲麻呂政権下の天平宝字2年（758年）に虎賁衛（こほんえい）と改称したが、6年後の仲麻呂の没落とともに旧に復された。しかしこの頃、地方において国造・郡司層の没落が進むにつれ、規模も縮小され、代わりに新設の近衛府に主力の座を奪われた。
本来は古代から続く国造・郡司などの地方豪族による奉仕の一環であったが、律令制の下では彼らが兵衛や舎人として在京することで武官あるいは行政官としての社会経験を積ませる意味も含まれるようになった。多くの者は故郷に戻った後に国造・郡司の地位を継承したが、一部には才能が評価されて京に残って中央の下級官人として活躍する者もいた。このため、中央への出仕の機会としても兵衛が認識され、構成員も畿内の豪族の子弟や位子・蔭子孫が増えていくことになった。

## 内部官職
督
左右に各1名。四等官のうちの長官「カミ」に相当。権官はない。令制では従五位上相当の官職であったが、延暦18年（799年）4月27日に従四位下相当に改訂された。大宝律令においては「率」（読み方は同じ）。中納言・参議（位階としては二位・三位））との兼官が多く、また左右衛門督を加えた計4名のうちの1人が検非違使別当を兼ねるのが慣例であった。とは言え、実態としてはかなり広範な任用例が見られ、兼官としては大弁や中弁、あるいは近衛中将との兼務例が見られる他、五位からの抜擢の例もあり、非参議や散位である二・三位クラスの公卿に職を宛がうための官職でもあった。後に足利尊氏・直義兄弟や新田義貞など建武の新政の名将達が左兵衛督に任じられたため、武士にとって名誉ある官職とみなされた。このため室町時代では主に代々の鎌倉公方や斯波氏の当主が任官した。江戸時代の武家官位では、御家門たる明石松平家の当主が左兵衛督に、尾張徳川家の世子が右兵衛督に任官された。また、鎌倉公方の末裔の喜連川家の当主は、室町時代からの慣行により無位無官ながら左兵衛督を名乗ることが江戸時代を通じて認められていた。唐名は武衛大将軍、威衛大将軍、鎮軍大将軍。
佐
左右に各1名。四等官のうちの次官「スケ」に相当するが、権官あり（権佐）。令制では正六位下相当の官職であったが、延暦18年4月27日に従五位上相当に改訂された。大宝律令においては「翼」（読み方は同じ）。少納言との兼務が多い他、馬頭から近衛中将に転じる際に空席がない場合において、暫くの間この職を拝命して中将の空席を待つ事もあった。平安時代、兵衛佐や兵衛権佐は公卿への昇進コース（典型的なコースは、侍従→兵衛佐→近衛少将→近衛中将→参議。少将から少弁や中弁に転じて弁官で昇進して参議に至るコースもあり、兵衛佐から少弁に転じて弁官で昇進して参議に昇進する者もあった）上の官であったため、上流貴族の子弟が多く任じられた。六波羅政権を樹立する平清盛が最初に任じられた官職も左兵衛佐である。この待遇は当時の武士の子弟の官位としては破格のもの（公卿の子弟など上流貴族に準ずる待遇）であり、当時の権門貴族であった藤原宗忠はその日記・中右記において「人耳目を驚かすか、言ふに足らず」と驚愕している。またこの官職でもっとも著名なのは右兵衛権佐に任じられた源頼朝である。平治の乱の際にこの職に任じられた頼朝は僅か十五日で解官され、20年に及ぶ流人生活を経て平家を倒し、建久元年（1190年）に権大納言に任じられるまでの30年間「前右兵衛権佐」であった。このため、頼朝に仕えた御家人達は頼朝に敬意を払って「佐殿（すけどの）」と呼んだのである。室町時代に入ると左兵衛佐の官職は斯波氏の当主が代々任じられるようになったため、同家を武衛家と称した。平安時代、兵衛佐は五位の者が任じられ、四位に叙されるとこの官を止めるのが原則であったが、長承四年（1135年）に左兵衛佐平清盛が従四位下に叙された際「兵衛佐如元」とされて四位兵衛佐の例が稀に見られるようになった。唐名は武衛将軍、威衛将軍、鎮軍将軍、鷹揚将軍。
尉
正七位上相当の「大尉」と従七位上相当の「少尉」があり、四等官のうちの判官「ジョウ」に相当。当初はともに左右各1名であったが延暦18年4月27日に少尉が左右各2名制となり、久安4年（1148年）には大尉・少尉ともに一気に左右各20名に増加された。更に保元3年（1158年）には更に25名に増員されている。唐名は武衛校尉、武衛長史、威衛長史、鎮軍長史。
志
従八位上相当の「大志」と従八位下相当の「少志」があり、四等官のうちの主典「サカン」に相当。左右ともされぞれ各1名。延暦18年4月27日に少志が左右各2名制となり、更に大志は正八位上相当、少志は従八位上相当に改められたという。唐名は武衛録事、鎮軍録事。
医師
左右各1名。従八位上相当。養老5年（721年）設置。
番長
左右各4名。
兵衛
左右各400名。六位以下八位以上の嫡子で21歳以上の者及び諸国の郡司の子弟で弓馬に巧みな者を国司が推薦して選抜した。大同3年（808年）には左右各300名に、更に寛平3年（891年）に左右各200名に削減した。
その他にも
- 直丁（左右各2名）
- 廝庁（左右各4名）
- 府生（兵部省からの出向、人数等不詳）、唐名は'武衛史、参軍事。
- 案主（左右各1名）
- 府掌（左右各1名）
- 吉上（人数等不詳）
- 使部（左右各30名）
- 駕輿丁（左右各50名）

などの役職があったという。

## 所管範囲
大内裏のうち、宣陽門・承明門・陰明門・玄輝門より外側で建春門・建礼門・宜秋門・朔平門の内側を担当。天皇の護衛や内裏内における夜間の宿直も担当するなど六衛府の中でも最も宮廷の中枢部を担当した言わば「親衛隊」的な役割を果たした。また、民衆から選ばれた衛士が反抗して天皇及び内裏を攻撃しないように監視する役目も担っていたともいわれている。行幸などの際には行幸の行列。また、夜間の京内の巡検も担当。

## 主な任官者

### 兵衛督
平安時代
- 藤原良房（左）
- 藤原長良（左）
- 藤原忠平（左）
- 源博雅（右）
- 平重盛（左）
- 平頼盛（左）
- 藤原成親（右）
- 一条能保（左）
- 平時忠（右）
- 平知盛（左）
- 藤原光能（左）

鎌倉時代
- 坊門信清（右）
- 京極為教（右）
- 北畠親房（左）
- 日野資朝（左）

南北朝時代
- 南朝
  - 新田義貞（左）
  - 楠木正儀（右、のち左）
- 北朝
  - 足利尊氏（左）
  - 足利直義（左）
  - 足利基氏（左）：正平14年/延文4年（1359年）1月26日任官。
  - 楠木正儀（左）：正平24年/応安2年（1369年）5月16日ごろ[2]。同年12月13日には既に辞任（『南行雑録』[3]）。
  - 足利氏満（左）：天授6年/康暦2年（1380年）2月任官。
  - 斯波義将（左）：弘和2年/永徳2年（1382年）12月任官。
  - 足利満詮（左）：元中5年/嘉慶2年（1388年）12月12日任官。

室町時代
- 足利満兼（左）
- 畠山基国（右）
- 斯波義重（左）
- 足利持氏（左）
- 足利成氏（左）
- 足利政知（左）
- 斯波義敏（左）

戦国時代
- 足利晴氏（左）
- 大友義統（左）

江戸時代
- 徳川義直（右）
- 徳川光友（右）
- 徳川綱誠（右）
- 徳川吉通（右）
- 徳川継友（右）
- 徳川宗勝（右）
- 徳川宗睦（右）
- 松平直常（左）
- 松平直純（左）
- 松平直泰（左）
- 松平直周（左）
- 松平斉韶（左）
- 松平直致（左）
- 岩倉具視（右）

### 兵衛佐
平安時代
- 藤原良仁（右）
- 藤原教通（右）
- 藤原兼家（右）
- 藤原道長（右）
- 藤原信頼（右）
- 源義忠（右）
- 源頼朝（右）
- 良岑衆樹（右）
- 良岑宗貞（左）
- 藤原伊周（左）
- 藤原道隆（左）
- 藤原兼通（左）
- 藤原基経（左）
- 源義信（左）
- 平清盛（左）
- 平家盛（左）
- 平宗盛（左）
- 平通盛（左）

鎌倉時代
- 源実朝（右）
- 卜部兼好（左）
- 平保教（左）

南北朝時代
- 新田義宗（左）
- 足利直冬（左）
- 新田義興（左）

室町時代
- 渋川義行（右）
- 足利満直（左）
- 渋川満頼（右）
- 斯波義淳（左）
- 渋川義鏡（右）
- 斯波義廉（左）
- 斯波義寛（左）

戦国時代
- 斯波義達（左）
- 渋川尹繁（右）
- 足利義明（右）
- 斯波義統（左）
- 斯波義銀（左）
- 足利義氏（右）
- 浅野長晟（右）

### 兵衛尉
平安時代
- 藤原保輔（右）
- 源季正（右）
- 源頼親（左）
- 源義光（左）
- 源義親（左）
- 源光国（左）
- 源盛義（左）
- 前野高長（左）
- 佐藤忠信（左）
- 佐藤義清（左）
- 鎌田政清（左）
- 平基盛（左）

鎌倉時代
- 葛西清重（右）
- 佐々木盛綱（左）
- 三浦義村（右）
- 桃井義助（左）
- 安達時顕（左）

室町時代
- 斯波詮高（左）

戦国時代
- 浅井久政（左）
- 種子島時尭（左）
- 小山田信茂（左）

## 兵衛督の一覧
兵衛府の長官である兵衛督を務めた人物の一覧。
| 左兵衛督の名 | 位階     | 就任（不明の場合は初見）     | 辞任（不明の場合は終見）        | 任督時の年齢 | 任督時の本官・兼官                 | 出典                                                                                     |                            | 右兵衛督の名                  | 位階                           | 就任（不明の場合は初見）                       | 辞任（不明の場合は終見）                       | 任督時の年齢                           | 任督時の本官・兼官                                                               | 出典 |
| ------------ | -------- | ---------------------------- | ------------------------------- | ------------ | ---------------------------------- | ---------------------------------------------------------------------------------------- | -------------------------- | ----------------------------- | ------------------------------ | ---------------------------------------------- | ---------------------------------------------- | -------------------------------------- | -------------------------------------------------------------------------------- | ---- |
| 日下部子麻呂 | 従五位上 | 天平宝字1年（757年）6月16日  |                                 |              |                                    | 『続日本紀』                                                                             | 石川人公                   | 従五位下                      | 天平宝字1年（757年）6月16日    |                                                |                                                |                                        | 『続日本紀』                                                                     |      |
| 藤原辛加知   | 従五位下 | 天平宝字5年（761年）10月22日 |                                 |              |                                    | 『続日本紀』                                                                             | 仲石伴                     | 従四位下                      | 天平宝字5年（761年）10月22日見 |                                                |                                                | 遣唐大使                               | 『続日本紀』                                                                     |      |
| 藤原田麻呂   | 従五位下 | 天平宝字6年（762年）3月1日見 |                                 |              |                                    | 『続日本紀』                                                                             | 藤原薩雄                   | 従五位下                      | 天平宝字8年（764年）正月21日   |                                                |                                                |                                        | 『続日本紀』                                                                     |      |
| 山村王       | 従三位   | 天平宝字8年（764年）10月9日  | 神護景雲元年（767年）11月17日薨 |              | 参議                               | 『続日本紀』、『公卿補任』                                                               | 藤原蔵下麻呂               | 従三位                        | 天平宝字8年（764年）9月25日    | 天平宝字8年（764年）10月9日見                  |                                                |                                        | 『続日本紀』                                                                     |      |
| 山村王       | 従三位   | 天平宝字8年（764年）10月9日  | 神護景雲元年（767年）11月17日薨 | 藤原楓麻呂   | 参議                               | 『続日本紀』、『公卿補任』                                                               | 従四位下                   | 天平神護元年（765年）7月20日  |                                |                                                |                                                |                                        | 『続日本紀』                                                                     |      |
| 山村王       | 従三位   | 天平宝字8年（764年）10月9日  | 神護景雲元年（767年）11月17日薨 | 藤原百川     | 参議                               | 『続日本紀』、『公卿補任』                                                               | 正五位下                   | 神護景雲元年（767年） 2月28日 | 宝亀4年（773年） 2月8日見      |                                                | 左中弁・侍従・内匠頭・武蔵介                   | 『続日本紀』、『編年文書』             |                                                                                  |      |
| 弓削塩麻呂   | 従五位下 | 神護景雲2年（768年）2月18日  |                                 | 藤原百川     |                                    |                                                                                          | 正五位下                   | 神護景雲元年（767年） 2月28日 | 宝亀4年（773年） 2月8日見      | 『続日本紀』                                   | 左中弁・侍従・内匠頭・武蔵介                   | 『続日本紀』、『編年文書』             |                                                                                  |      |
| 安倍息道     | 従四位下 | 神護景雲2年（768年）11月13日 |                                 | 藤原百川     |                                    |                                                                                          | 正五位下                   | 神護景雲元年（767年） 2月28日 | 宝亀4年（773年） 2月8日見      | 『続日本紀』                                   | 左中弁・侍従・内匠頭・武蔵介                   | 『続日本紀』、『編年文書』             |                                                                                  |      |
| 藤原継縄     | 従三位   | 宝亀3年（772年）2月16日      | 宝亀11年（780年）2月1日見       | 藤原百川     |                                    | 参議・大蔵卿                                                                             | 正五位下                   | 神護景雲元年（767年） 2月28日 | 宝亀4年（773年） 2月8日見      | 『続日本紀』、『公卿補任』                     | 左中弁・侍従・内匠頭・武蔵介                   | 『続日本紀』、『編年文書』             |                                                                                  |      |
| 藤原継縄     | 従三位   | 宝亀3年（772年）2月16日      | 宝亀11年（780年）2月1日見       | 藤原宅美     | 従五位下                           | 参議・大蔵卿                                                                             | 宝亀5年（774年）3月5日見   |                               |                                | 『続日本紀』、『公卿補任』                     |                                                | 『続日本紀』                           |                                                                                  |      |
| 藤原継縄     | 従三位   | 宝亀3年（772年）2月16日      | 宝亀11年（780年）2月1日見       | 藤原百川     | 従三位                             | 参議・大蔵卿                                                                             | 宝亀8年（777年） 日付不詳  | 宝亀9年（778年）2月23日       |                                | 『続日本紀』、『公卿補任』                     | 参議                                           | 『続日本紀』、『公卿補任』             |                                                                                  |      |
| 藤原継縄     | 従三位   | 宝亀3年（772年）2月16日      | 宝亀11年（780年）2月1日見       | 大伴益立     | 正五位上                           | 参議・大蔵卿                                                                             | 宝亀9年（778年）2月23日    | 宝亀11年（780年）4月20日      |                                | 『続日本紀』、『公卿補任』                     |                                                | 『続日本紀』                           |                                                                                  |      |
| 大伴潔足     | 正五位上 | 宝亀11年（780年）4月20日     |                                 |              |                                    | 『続日本紀』                                                                             | 紀家守                     | 従五位上                      | 天応元年（781年）7月10日       | 天応2年（782年）6月21日                        |                                                | 『続日本紀』                           | 左中弁                                                                           |      |
| 紀家守       | 従五位上 | 天応元年（781年）5月25日     | 天応元年（781年）7月10日        |              | 左中弁                             | 『続日本紀』                                                                             | 紀家守                     | 従五位上                      | 天応元年（781年）7月10日       | 天応2年（782年）6月21日                        |                                                | 『続日本紀』                           | 左中弁                                                                           |      |
| 藤原鷹取     | 従四位上 | 天応元年（781年）7月10日     |                                 |              | 造宮卿・左京大夫                   | 『続日本紀』                                                                             | 紀家守                     | 従五位上                      | 天応元年（781年）7月10日       | 天応2年（782年）6月21日                        |                                                | 『続日本紀』                           | 左中弁                                                                           |      |
| 紀古佐美     | 従四位下 | 天応2年（782年）1月17日      | 延暦4年（785年）1月15日         |              |                                    | 『続日本紀』                                                                             | 春原五百枝                 | 従四位下                      | 天応2年（782年）6月21日        | 延暦4年（785年）9月24日                        |                                                | 『続日本紀』                           | 侍従・越前守                                                                     |      |
| 安倍家麻呂   | 正五位上 | 延暦4年（785年）1月15日      |                                 |              |                                    | 『続日本紀』                                                                             | 春原五百枝                 | 従四位下                      | 天応2年（782年）6月21日        | 延暦4年（785年）9月24日                        |                                                | 『続日本紀』                           | 侍従・越前守                                                                     |      |
| 大中臣諸魚   | 正五位下 | 延暦4年（785年）7月6日       | 延暦10年（791年）8月14日見      |              | 左中弁                             | 『続日本紀』、『公卿補任』                                                               | 笠名麻呂                   | 正五位下                      | 延暦4年（785年）10月12日       | 延暦5年（786年）1月28日                        |                                                | 『続日本紀』                           | 皇后宮亮                                                                         |      |
| 大中臣諸魚   | 正五位下 | 延暦4年（785年）7月6日       | 延暦10年（791年）8月14日見      | 百済王玄鏡   | 左中弁                             | 『続日本紀』、『公卿補任』                                                               | 従五位上                   | 延暦5年（786年）1月28日       |                                |                                                |                                                | 『続日本紀』                           |                                                                                  |      |
| 大中臣諸魚   | 正五位下 | 延暦4年（785年）7月6日       | 延暦10年（791年）8月14日見      | 紀木津魚     | 左中弁                             | 『続日本紀』、『公卿補任』                                                               | 従五位上                   | 延暦8年（789年）8月12日       |                                |                                                |                                                | 『続日本紀』                           |                                                                                  |      |
| 大中臣諸魚   | 正五位下 | 延暦4年（785年）7月6日       | 延暦10年（791年）8月14日見      | 藤原乙叡     | 左中弁                             | 『続日本紀』、『公卿補任』                                                               | 正五位下                   | 延暦9年（790年）3月26日       | 延暦11年（792年）4月21日       |                                                | 兵部大輔・侍従・信濃守                         | 『続日本紀』、『公卿補任』             |                                                                                  |      |
| 藤原乙叡     | 従四位下 | 延暦11年（792年）4月21日     |                                 |              | 兵部大輔・侍従                     | 『公卿補任』                                                                             | 紀木津魚                   | 従四位下                      | 延暦12年（793年）12月19日見    |                                                |                                                |                                        | 『類聚国史』、『日本逸史』                                                       |      |
| 藤原内麻呂   | 従四位下 | 延暦13年（794年）日付不詳    |                                 |              | 越前守・刑部卿                     | 『公卿補任』                                                                             | 紀木津魚                   | 従四位下                      | 延暦12年（793年）12月19日見    |                                                |                                                |                                        | 『類聚国史』、『日本逸史』                                                       |      |
| 菅野真道     | 従四位下 | 延暦14年（795年）2月19日     | 延暦16年（797年）9月4日見       |              | 東宮学士・民部大輔・伊予守         | 『日本後紀』、『公卿補任』                                                               | 紀勝長                     | 従四位下                      | 延暦14年（795年）6月25日       | 延暦15年（796年）1月7日見                      |                                                | 右中弁・美作守                         | 『公卿補任』                                                                     |      |
| 菅野真道     | 従四位下 | 延暦14年（795年）2月19日     | 延暦16年（797年）9月4日見       | 百済王英孫   | 東宮学士・民部大輔・伊予守         | 『日本後紀』、『公卿補任』                                                               | 従四位下                   | 延暦16年（797年）3月27日      |                                |                                                |                                                | 『日本後紀』                           |                                                                                  |      |
| 菅野真道     | 従四位下 | 延暦14年（795年）2月19日     | 延暦16年（797年）9月4日見       | 紀勝長       | 東宮学士・民部大輔・伊予守         | 『日本後紀』、『公卿補任』                                                               | 従四位下                   | 延暦17年（798年）見           |                                |                                                |                                                | 『公卿補任』                           |                                                                                  |      |
| 紀勝長       | 従四位下 | 延暦18年（799年）2月20日     | 延暦25年（806年）4月18日        |              | 近江守                             | 『日本後紀』、『公卿補任』                                                               | 紀兄原                     | 従四位下                      | 延暦18年（799年）2月20日       |                                                |                                                | 肥後守                                 | 『日本後紀』                                                                     |      |
| 紀勝長       | 従四位下 | 延暦18年（799年）2月20日     | 延暦25年（806年）4月18日        | 多治比継兄   | 近江守                             | 『日本後紀』、『公卿補任』                                                               | 従四位上                   | 延暦24年（805年）10月20日     |                                |                                                |                                                |                                        | 『日本後紀』                                                                     |      |
| 巨勢野足     | 従四位下 | 延暦25年（806年）4月18日     | 大同4年（809年）4月14日         |              | 下野守                             | 『日本後紀』、『公卿補任』、『近衛府補任』                                               | 藤原仲成                   | 従四位下                      | 延暦25年（806年）4月18日       |                                                |                                                | 兵部大輔                               | 『日本後紀』                                                                     |      |
| 巨勢野足     | 従四位下 | 延暦25年（806年）4月18日     | 大同4年（809年）4月14日         | 安倍兄雄     | 下野守                             | 『日本後紀』、『公卿補任』、『近衛府補任』                                               | 従四位下                   | 大同1年（806年）8月13日       | 大同2年（807年）1月4日         |                                                | 権参議・右京大夫                               | 『公卿補任』、『日本逸史』             |                                                                                  |      |
| 巨勢野足     | 従四位下 | 延暦25年（806年）4月18日     | 大同4年（809年）4月14日         | 文室綿麻呂   | 下野守                             | 『日本後紀』、『公卿補任』、『近衛府補任』                                               | 従四位下                   | 大同2年（807年）1月5日        | 大同4年（809年）4月14日        |                                                | 播磨守                                         | 『日本後紀』、『公卿補任』             |                                                                                  |      |
| 文室綿麻呂   | 従四位下 | 大同4年（809年）4月14日      | 大同5年（810年）9月16日         |              |                                    | 『日本後紀』、『公卿補任』                                                               | 藤原仲成                   | 従四位上                      | 大同4年（809年）5月            | 大同5年（810年）9月10日                        |                                                | 『日本後紀』、『公卿補任』             | 北陸道観察使・常陸守                                                             |      |
| 文室綿麻呂   | 従四位下 | 大同4年（809年）4月14日      | 大同5年（810年）9月16日         | 藤原緒嗣     | 正四位下                           | 『日本後紀』、『公卿補任』                                                               | 大同5年（810年）9月10日    | 大同5年（810年）9月27日       |                                | 参議                                           | 『日本後紀』                                   |                                        |                                                                                  |      |
| 大野真雄     | 従四位下 | 大同5年（810年）9月27日      | 弘仁2年（811年）6月1日          |              |                                    | 『日本後紀』、『公卿補任』                                                               | 秋篠安人                   | 従四位上                      | 大同5年（810年）9月27日        | 弘仁2年（811年） 6月1日                        | 『日本後紀』                                   |                                        | 参議・左大弁                                                                     |      |
| 秋篠安人     | 従四位上 | 弘仁2年（811年） 6月1日      | 弘仁5年（814年）2月             |              | 参議・左大弁                       | 『日本後紀』、『公卿補任』                                                               | 紀広浜                     | 従四位下                      | 弘仁2年（811年） 6月1日        | 弘仁5年（814年）8月28日                        |                                                | 参議・右大弁                           | 『日本後紀』、『公卿補任』                                                       |      |
| 良岑安世     | 従四位下 | 弘仁5年（814年）5月23日      | 弘仁5年（814年）8月28日         |              | 但馬守                             | 『日本後紀』、『公卿補任』                                                               | 紀広浜                     | 従四位下                      | 弘仁2年（811年） 6月1日        | 弘仁5年（814年）8月28日                        |                                                | 参議・右大弁                           | 『日本後紀』、『公卿補任』                                                       |      |
| 藤原三守     | 従四位下 | 弘仁5年（814年）8月28日      | 弘仁14年（823年）4月18日        |              | 式部大輔・美作権介                 | 『日本後紀』、『公卿補任』                                                               | 春原五百枝                 | 従三位                        | 弘仁5年（814年）8月28日        | 弘仁8年（817年）4月                            |                                                | 上野守                                 | 『日本後紀』、『公卿補任』                                                       |      |
| 藤原綱継     | 従四位上 | 弘仁14年（823年）8月19日     | 天長3年（826年）9月3日          |              |                                    | 『類聚国史』、『公卿補任』                                                               | 坂上広野                   | 従四位下                      |                                | 天長5年（828年）閏3月9日卒                     |                                                |                                        | 『類聚国史』、『日本紀略』                                                       |      |
| 藤原家緒     | 従四位下 | 天長3年（826年）日付不詳     | 天長9年（832年）3月20日卒       |              |                                    | 『類聚国史』、『日本紀略』                                                               | 藤原吉野                   | 従四位下                      | 天長5年（828年）閏3月13日      | 天長7年（830年）8月4日                         |                                                | 皇后宮大夫                             | 『公卿補任』                                                                     |      |
| 藤原家緒     | 従四位下 | 天長3年（826年）日付不詳     | 天長9年（832年）3月20日卒       | 南淵弘貞     | 正四位下                           | 『類聚国史』、『日本紀略』                                                               | 天長7年（830年）8月4日     |                               |                                | 下野守・刑部卿                                 |                                                |                                        | 『公卿補任』                                                                     |      |
| 藤原家緒     | 従四位下 | 天長3年（826年）日付不詳     | 天長9年（832年）3月20日卒       | 伴勝雄       | 従四位下                           | 『類聚国史』、『日本紀略』                                                               | 天長7年（830年）閏12月16日 |                               |                                |                                                | 『類聚国史』、『日本紀略』、『近衛府補任』     |                                        |                                                                                  |      |
| 藤原家緒     | 従四位下 | 天長3年（826年）日付不詳     | 天長9年（832年）3月20日卒       | 伴真臣       | 従四位下                           | 『類聚国史』、『日本紀略』                                                               |                            | 天長9年（832年）5月24日卒     |                                |                                                | 『類聚国史』、『日本紀略』                     |                                        |                                                                                  |      |
| 藤原愛発     | 正四位下 | 天長9年（832年）6月1日       | 天長9年（832年）11月7日         |              | 参議・左大弁                       | 『公卿補任』                                                                             | 南淵弘貞                   | 従三位                        | 天長9年（832年）見             | 天長10年（833年）見                            |                                                | 参議・刑部卿                           | 『公卿補任』                                                                     |      |
| 源信         | 正四位下 | 天長9年（832年）11月7日      | 承和2年（835年）4月16日         |              | 参議                               | 『続日本後紀』、『公卿補任』                                                             | 百済王安義                 | 従四位下                      | 承和元年（834年） 7月1日       | 承和4年（837年）12月2日卒                      |                                                | 丹波守                                 | 『続日本後紀』                                                                   |      |
| 藤原良房     | 従三位   | 承和2年（835年）4月16日      | 承和9年（842年）7月11日         |              | 権中納言                           | 『続日本後紀』、『公卿補任』、『類聚三代格』、『政事要略』                               | 橘永名                     | 従四位下                      | 承和4年（837年）12月27日       | 承和9年（842年）7月20日                        |                                                | 播磨守                                 | 『続日本後紀』                                                                   |      |
| 藤原助       | 従四位上 | 承和9年（842年）7月11日      | 承和9年（842年）7月25日         |              |                                    | 『続日本後紀』                                                                           | 橘永名                     | 従四位下                      | 承和4年（837年）12月27日       | 承和9年（842年）7月20日                        |                                                | 播磨守                                 | 『続日本後紀』                                                                   |      |
| 藤原長良     | 従四位下 | 承和9年（842年）7月25日      | 承和15年（848年）1月13日        |              |                                    | 『続日本後紀』                                                                           | 坂上浄野                   | 従四位下                      | 承和9年（842年）7月25日        | 嘉祥3年（850年）8月4日卒                       |                                                |                                        | 『続日本後紀』、『日本文徳天皇実録』                                             |      |
| 藤原助       | 従四位上 | 承和15年（848年）1月13日     | 仁寿3年（853年）5月29日卒       |              | 参議                               | 『続日本後紀』、『日本文徳天皇実録』                                                     | 藤原春津                   | 従四位下                      | 嘉祥3年（850年）日付不詳       | 仁寿年間初頭                                   |                                                |                                        | 『日本文徳天皇実録』                                                             |      |
| 藤原助       | 従四位上 | 承和15年（848年）1月13日     | 仁寿3年（853年）5月29日卒       | 源定         | 参議                               | 『続日本後紀』、『日本文徳天皇実録』                                                     | 正三位                     | 仁寿2年（852年） 8月          | 仁寿3年（853年）8月            |                                                | 中納言                                         | 『日本文徳天皇実録』、『公卿補任』     |                                                                                  |      |
| 源定         | 正三位   | 仁寿3年（853年）8月          | 天安1年（857年）6月19日         |              | 中納言                             | 『日本文徳天皇実録』、『公卿補任』                                                       | 源勤                       | 従四位上                      | 天安2年（858年）9月14日        | 貞観14年（872年）8月29日                       |                                                | 宮内卿                                 | 『日本三代実録』、『公卿補任』                                                   |      |
| 源多         | 従四位上 | 天安1年（857年） 6月19日     | 貞観6年（864年）3月8日          |              |                                    | 『日本文徳天皇実録』、『日本三代実録』                                                   | 源勤                       | 従四位上                      | 天安2年（858年）9月14日        | 貞観14年（872年）8月29日                       |                                                | 宮内卿                                 | 『日本三代実録』、『公卿補任』                                                   |      |
| 在原行平     | 従四位上 | 貞観6年（864年）3月8日       | 貞観14年（872年）8月29日        |              | 備前権守                           | 『日本三代実録』、『公卿補任』                                                           | 源勤                       | 従四位上                      | 天安2年（858年）9月14日        | 貞観14年（872年）8月29日                       |                                                | 宮内卿                                 | 『日本三代実録』、『公卿補任』                                                   |      |
| 源能有       | 従四位上 | 貞観14年（872年）8月29日     | 貞観18年（876年）1月14日        |              | 参議・大蔵卿・美濃権守             | 『日本三代実録』、『公卿補任』                                                           | 清原秋雄                   | 従四位下                      |                                | 貞観16年（874年）4月24日卒                     |                                                | 大和権守                               | 『日本三代実録』                                                                 |      |
| 源能有       | 従四位上 | 貞観14年（872年）8月29日     | 貞観18年（876年）1月14日        | 藤原仲統     | 参議・大蔵卿・美濃権守             | 『日本三代実録』、『公卿補任』                                                           | 正四位下                   | 貞観17年（875年）1月13日      | 貞観17年（875年）6月6日        |                                                | 参議                                           | 『日本三代実録』、『公卿補任』         |                                                                                  |      |
| 源能有       | 従四位上 | 貞観14年（872年）8月29日     | 貞観18年（876年）1月14日        | 藤原良尚     | 参議・大蔵卿・美濃権守             | 『日本三代実録』、『公卿補任』                                                           | 従四位上                   | 貞観17年（875年）8月15日      | 貞観19年（877年）3月10日       |                                                | 相模守                                         | 『日本三代実録』、『近衛府補任』       |                                                                                  |      |
| 源光         | 正四位下 | 貞観18年（876年）1月14日     | 寛平3年（891年）3月19日         | 藤原良尚     |                                    |                                                                                          | 従四位上                   | 貞観17年（875年）8月15日      | 貞観19年（877年）3月10日       | 『日本三代実録』、『公卿補任』、『東南院文書』 | 相模守                                         | 『日本三代実録』、『近衛府補任』       |                                                                                  |      |
| 源光         | 正四位下 | 貞観18年（876年）1月14日     | 寛平3年（891年）3月19日         | 源冷         | 正四位下                           | 貞観19年（877年）10月18日                                                                | 仁和4年（888年）9月9日     |                               | 宮内卿・相模守                 | 『日本三代実録』、『公卿補任』、『東南院文書』 | 『日本三代実録』、『公卿補任』                 |                                        |                                                                                  |      |
| 源光         | 正四位下 | 貞観18年（876年）1月14日     | 寛平3年（891年）3月19日         | 源是貞       | 従四位上                           | 寛平1年（889年）3月24日見                                                                |                            |                               |                                | 『日本三代実録』、『公卿補任』、『東南院文書』 | 『宇多天皇御記』                               |                                        |                                                                                  |      |
| 源光         | 正四位下 | 貞観18年（876年）1月14日     | 寛平3年（891年）3月19日         | 藤原高経     | 従四位下                           | 寛平2年（890年）4月18日                                                                  | 寛平3年（891年）11月24日見 |                               |                                | 『日本三代実録』、『公卿補任』、『東南院文書』 | 『古今和歌集目録』、『日本紀略』、『政事要略』 |                                        |                                                                                  |      |
| 源貞恒       | 従四位上 | 寛平3年（891年）4月11日      |                                 |              | 備前権守                           | 『公卿補任』                                                                             | 源希                       | 従四位下                      | 寛平5年（893年）閏5月1日       | 寛平6年（894年）1月16日                        |                                                | 右大弁                                 | 『近衛府補任』                                                                   |      |
| 源貞恒       | 従四位上 | 寛平3年（891年）4月11日      | 源昇                            | 従四位下     | 備前権守                           | 『公卿補任』                                                                             | 寛平9年（897年）6月19日    | 寛平9年（897年）9月           |                                | 伊予権守                                       | 『公卿補任』                                   |                                        |                                                                                  |      |
| 源貞恒       | 従四位上 | 寛平3年（891年）4月11日      | 藤原敏行                        | 従四位上     | 備前権守                           | 『公卿補任』                                                                             | 寛平9年（897年）9月7日     |                               |                                |                                                | 『公卿補任』、『三十六人歌仙伝』               |                                        |                                                                                  |      |
| 在原友于     | 従四位上 | 昌泰3年（900年）8月30日      | 延喜7年（907年）1月13日         |              | 参議・修理大夫                     | 『公卿補任』                                                                             | 藤原清経                   | 従四位上                      | 寛平9年（897年）12月13日       | 延喜8年（908年）1月12日                        |                                                | 備中守・太皇太后宮大夫                 | 『公卿補任』、『醍醐天皇御記』、『貞信公記』                                     |      |
| 平惟範       | 正四位下 | 延喜7年（907年）1月13日      | 延喜8年（908年）8月26日         |              | 参議                               | 『公卿補任』、『類聚三代格』、『朝野群載』                                               | 源当時                     | 従四位下                      | 延喜8年（908年）1月12日        | 延喜19年（919年）9月13日                       |                                                | 周防権守                               | 『公卿補任』                                                                     |      |
| 藤原忠平     | 従四位上 | 延喜8年（908年）8月26日      | 延喜9年（909年）9月27日         |              | 参議・春宮大夫・備後権守           | 『公卿補任』                                                                             | 源当時                     | 従四位下                      | 延喜8年（908年）1月12日        | 延喜19年（919年）9月13日                       |                                                | 周防権守                               | 『公卿補任』                                                                     |      |
| 藤原仲平     | 正四位下 | 延喜9年（909年）9月27日      | 延喜21年（921年）1月30日        |              | 参議・近江権守                     | 『公卿補任』、『貞信公記』、『西宮記』                                                   | 藤原兼茂                   | 従四位下                      | 延喜19年（919年）9月13日       | 延喜23年（923年）1月21日                       |                                                |                                        | 『公卿補任』、『古今和歌集目録』                                                 |      |
| 藤原兼茂     | 従四位下 | 延喜23年（923年）1月21日     | 延喜23年（923年）3月7日卒       |              | 参議                               | 『公卿補任』、『古今和歌集目録』、『日本紀略』                                           | 橘公頼                     | 従四位上                      | 承平1年（931年）12月17日       | 承平3年（933年）2月13日                        |                                                | 参議・播磨権守                         | 『公卿補任』、『貞信公記』、『吏部王記』                                         |      |
| 源是茂       | 正四位下 | 延長5年（927年）1月13日      | 承平7年（937年）3月8日          |              |                                    | 『公卿補任』、『貞信公記』、『本朝世紀』                                                 | 源庶明                     | 従四位下                      | 承平3年（933年）10月23日       | 天慶5年（942年）3月29日                        |                                                |                                        | 『公卿補任』、『北山抄』                                                         |      |
| 藤原伊衡     | 正四位下 | 承平7年（937年）3月8日       | 天慶1年（938年）12月17日卒      |              | 参議                               | 『公卿補任』、『貞信公記』、『日本紀略』                                                 | 源庶明                     | 従四位下                      | 承平3年（933年）10月23日       | 天慶5年（942年）3月29日                        |                                                |                                        | 『公卿補任』、『北山抄』                                                         |      |
| 藤原顕忠     | 従四位上 | 天慶2年（939年）8月27日      | 天慶5年（942年）3月29日         |              | 参議・刑部卿・近江権守             | 『公卿補任』、『九暦』、『政事要略』                                                     | 源庶明                     | 従四位下                      | 承平3年（933年）10月23日       | 天慶5年（942年）3月29日                        |                                                |                                        | 『公卿補任』、『北山抄』                                                         |      |
| 源庶明       | 従四位上 | 天慶5年（942年）3月29日      | 天暦1年（947年）6月6日          |              | 参議                               | 『公卿補任』、『九暦』、『吏部王記』                                                     | 源仲宣                     | 従四位下                      | 天慶6年（943年）12月24日見     |                                                |                                                |                                        | 『日本紀竟宴和歌』                                                               |      |
| 藤原師尹     | 従四位上 | 天暦1年（947年）6月6日       | 天暦7年（953年）9月25日         |              | 備前守                             | 『公卿補任』、『九暦』、『吏部王記』                                                     | 源自明                     | 従四位上                      | 天慶8年（945年）12月25日       | 天徳2年（958年）1月30日                        |                                                | 侍従                                   | 『公卿補任』、『九暦』                                                           |      |
| 源庶明       | 従三位   | 天暦7年（953年）9月25日      | 天暦9年（955年）5月20日薨       |              | 中納言                             | 『公卿補任』                                                                             | 源自明                     | 従四位上                      | 天慶8年（945年）12月25日       | 天徳2年（958年）1月30日                        |                                                | 侍従                                   | 『公卿補任』、『九暦』                                                           |      |
| 源重信       | 従四位上 | 天暦9年（955年）7月24日      |                                 |              | 美濃権守                           | 『公卿補任』                                                                             | 源延光                     | 従四位下                      | 天徳3年（959年）1月30日        | 天徳4年（960年）10月9日                        |                                                | 内蔵頭・春宮権亮                       | 『公卿補任』、『村上天皇御記』                                                   |      |
| 源重信       | 従四位上 | 天暦9年（955年）7月24日      | 藤原忠君                        | 正五位下     | 美濃権守                           | 『公卿補任』                                                                             | 天徳4年（960年）10月9日    |                               |                                |                                                | 『衛門府補任』                                 |                                        |                                                                                  |      |
| 源重信       | 従四位上 | 天暦9年（955年）7月24日      | 源博雅                          | 従四位下     | 美濃権守                           | 『公卿補任』                                                                             | 応和1年（961年）12月1日見  | 応和2年（962年）5月4日見      |                                |                                                | 『政事要略』、『歌合』                         |                                        |                                                                                  |      |
| 源兼明       | 正三位   | 応和2年（962年）8月7日       | 康保4年（967年）1月20日         |              | 中納言                             | 『公卿補任』、『村上天皇御記』、『清慎公記』、『親王御元服部類記』                       | 藤原忠君                   |                               | 康保2年（965年）3月5日見       | 康保5年（968年）卒                             |                                                |                                        | 『袋草紙』、『内裏歌合』、『尊卑分脈』                                           |      |
| 源雅信       | 従三位   | 康保4年（967年）5月15日      | 安和1年（968年）11月14日        |              | 参議・治部卿                       | 『公卿補任』                                                                             | 源重光                     | 正四位下                      | 康保5年（968年）6月14日        | 天禄4年（973年）3月28日                        |                                                | 参議・宮内卿・伊勢権守                 | 『公卿補任』                                                                     |      |
| 藤原斉敏     | 正四位下 | 安和2年（969年）11月11日     | 安和3年（970年）1月28日         |              | 参議・伊予守                       | 『公卿補任』、『北山抄』                                                                 | 源重光                     | 正四位下                      | 康保5年（968年）6月14日        | 天禄4年（973年）3月28日                        |                                                | 参議・宮内卿・伊勢権守                 | 『公卿補任』                                                                     |      |
| 藤原済時     | 従三位   | 安和3年（970年）1月28日      | 天延3年（975年）1月26日         |              |                                    | 『公卿補任』、『親信卿記』、『平記』                                                     | 源重光                     | 正四位下                      | 康保5年（968年）6月14日        | 天禄4年（973年）3月28日                        |                                                | 参議・宮内卿・伊勢権守                 | 『公卿補任』                                                                     |      |
| 源伊陟       | 従四位下 | 天延3年（975年）1月26日      | 貞元2年（977年）4月14日         |              | 蔵人頭                             | 『公卿補任』                                                                             | 源忠清                     | 従三位                        | 天延3年（975年）1月26日        |                                                |                                                | 参議・伊予守                           | 『公卿補任』                                                                     |      |
| 藤原時光     | 従四位上 | 貞元2年（977年）4月24日      | 永延1年（987年）7月11日         |              | 参議・伊予権守                     | 『公卿補任』、『小右記』                                                                 | 源昭平                     | 正四位下                      |                                | 貞元2年（977年）4月21日                        |                                                |                                        | 『日本紀略』                                                                     |      |
| 藤原時光     | 従四位上 | 貞元2年（977年）4月24日      | 永延1年（987年）7月11日         | 藤原遠度     | 参議・伊予権守                     | 『公卿補任』、『小右記』                                                                 | 従四位下                   | 天元3年（980年）2月25日見     | 永延1年（987年）7月11日        |                                                |                                                | 『日本紀略』、『公卿補任』、『小右記』 |                                                                                  |      |
| 源時中       | 正三位   | 永延1年（987年）7月11日      | 正暦2年（991年）9月21日         |              | 参議・太皇太后宮大夫               | 『公卿補任』、『小右記』、『本朝世紀』、『円融院御灌頂記』                               | 藤原高遠                   | 正四位下                      | 永延1年（987年）7月11日        | 永祚2年（990年）1月11日                        |                                                |                                        | 『中古歌仙三十六人伝』、『日本紀略』、『百鍊抄』、『公卿補任』                   |      |
| 藤原実資     | 従三位   | 正暦2年（991年）9月21日      | 長徳1年（995年）8月28日         |              | 参議                               | 『公卿補任』、『小右記』、『権記』、『本朝世紀』                                         | 源伊陟                     | 正三位                        | 永祚2年（990年）1月29日        | 正暦5年（994年）9月8日                         |                                                | 権中納言・太皇太后宮権大夫             | 『公卿補任』、『小右記』、『権記』、『平松文書』                                 |      |
| 藤原公任     | 正四位下 | 長徳1年（995年）8月28日      | 長徳2年（996年）7月14日         |              | 参議・近江守                       | 『公卿補任』、『小右記』                                                                 | 源俊賢                     | 従四位下                      | 正暦5年（994年）9月8日         | 長徳2年（996年）8月5日                         |                                                | 権左中弁・蔵人頭                       | 『公卿補任』、『小右記』、『権記』、『長徳二年大間書』                           |      |
| 藤原高遠     | 従三位   | 長徳2年（996年）9月19日      | 寛弘1年（1004年）12月28日       |              | 兵部卿                             | 『中古歌仙三十六人伝』、『日本紀略』、『御堂関白記』、『公卿補任』、『権記』、『百鍊抄』 | 源憲定                     | 従三位                        | 長徳2年（996年）8月5日         | 寛仁1年（1017年）6月2日薨                      |                                                |                                        | 『公卿補任』、『小右記』、『権記』、『御堂関白記』、『御產部類記』、『日本紀略』 |      |
| 藤原懐平     | 正三位   | 寛弘1年（1004年）12月29日    | 寛弘6年（1009年）3月4日         |              | 参議・春宮権大夫・美作守           | 『公卿補任』、『小右記』、『権記』、『御堂関白記』、『御產部類記』、『平松文書』         | 源憲定                     | 従三位                        | 長徳2年（996年）8月5日         | 寛仁1年（1017年）6月2日薨                      |                                                |                                        | 『公卿補任』、『小右記』、『権記』、『御堂関白記』、『御產部類記』、『日本紀略』 |      |
| 藤原実成     | 従三位   | 寛弘6年（1009年）3月4日      | 長和6年（1017年）4月3日         |              | 参議・侍従・美作権守               | 『公卿補任』、『小右記』、『権記』、『御堂関白記』、『御產部類記』                       | 源憲定                     | 従三位                        | 長徳2年（996年）8月5日         | 寛仁1年（1017年）6月2日薨                      |                                                |                                        | 『公卿補任』、『小右記』、『権記』、『御堂関白記』、『御產部類記』、『日本紀略』 |      |
| 源頼定       | 正三位   | 長和6年（1017年）4月3日      | 寛仁4年（1020年）6月8日出家     |              | 参議・勘解由長官・備中権守         | 『公卿補任』、『小右記』、『御堂関白記』、『日本紀略』、『左経記』                       | 藤原公信                   | 従三位                        | 寛仁1年（1017年）8月30日       | 治安1年（1021年）8月29日                       |                                                | 参議・春宮権大夫・美作権守             | 『公卿補任』、『小右記』、『御堂関白記』、『権記』、『左経記』                   |      |
| 藤原能信     | 正二位   | 寛仁4年（1020年）9月19日     | 治安1年（1021年）7月25日        |              | 権中納言・中宮権大夫               | 『公卿補任』、『小右記』、『左経記』                                                     | 藤原公信                   | 従三位                        | 寛仁1年（1017年）8月30日       | 治安1年（1021年）8月29日                       |                                                | 参議・春宮権大夫・美作権守             | 『公卿補任』、『小右記』、『御堂関白記』、『権記』、『左経記』                   |      |
| 藤原公信     | 正三位   | 治安1年（1021年）8月29日     | 万寿3年（1026年）5月15日薨      |              | 参議・春宮権大夫・検非違使別当     | 『公卿補任』、『小右記』、『左経記』、『日本紀略』                                       | 藤原経通                   | 正三位                        | 治安1年（1021年）8月29日       | 万寿3年（1026年）10月23日                      |                                                | 参議・治部卿・讚岐権守                 | 『公卿補任』、『小右記』、『宇治殿御記』、『権記』、『左経記』                   |      |
| 藤原経通     | 正三位   | 万寿3年（1026年）10月23日    | 長元3年（1030年） 1月26日       |              | 参議・治部卿・検非違使別当・備前守 | 『公卿補任』、『小右記』、『左経記』                                                     |                            |                               |                                |                                                |                                                |                                        |                                                                                  |      |